# فرانكو بيافولي
فرانكو بيافولي (بالإيطالية: Franco Piavoli)‏ (من مواليد 21 يونيو 1933) مخرج سينمائي وكاتب سيناريو ومنتج إيطالي أخرج أربعة أفلام فقط. أشاد بأفلامه مخرجين عظماء مثل : برناردو برتولوتشي وأندريه تاركوفسكي وأيضا المخرج التجريبي ستان براكاج .

## السيرة الذاتية
درس بيافولي القانون في جامعة بافيا في لومباردي.  وخلال الخمسينيات والستينيات من القرن الماضي، قدم عددًا من الأفلام القصيرة: Uccellanda (1953) ،Ambulatorio (1954) Incidente (1955) ،La Stagioni (1960) ،Domenica Sera (1962) ،Emigranti (1963)، Evasi (1964) لكنها الآن مفقودة.
وتعد ما يقرب من 20 عامًا، أصدر بيافولي فيلمه الطويل الأول الكوكب الأزرق في عام 198 ، والذي تنافس في مهرجان البندقية السينمائي التاسع والثلاثين. وأخرج بيافولي لاحقًا فيلم نوستوس: العودة في عام 1989، وهو فيلم مستوحى من عودة يوليسيس إلى إيثاكا في الأوديسة، ويحتوي فقط على حوارات متفرقة تقلد «أصوات لغات البحر الأبيض المتوسط القديمة». وفي عام 2009، عمل بيافولي مع إرمانو أولمي في فيلم أولمي الوثائقي حول إنتاج الغذاء تيرا مادر.

## أفلام الروائية الطويلة

### The blue planet 1982
الكوكب الأزرق هو أول فيلم لبيافولي ، و ينقل المشاهد بشكل إيقاعي خلال دورة اليوم وعبر الفصول الأربعة. بعد عشر دقائق من اللقطة المقربة لفقاعات الماء تتحرك ببطء تحت الجليد ، بدأت أتساءل عما إذا كان هذا سيكون قناة الطبيعة الخاصة. مع تقدم الفيلم ، استرخيت على الأصوات الهادئة للفقاعات وشهدت الأرض تنبض بالحياة تحت عدسة بيافولي. اندفعت موجة من الأدرينالين من خلالي عندما تحررت المياه وبدأت تتدفق فوق الصخور ذات الإضاءة الزاهية ، مشكّلة أنماطًا في ضوء الشمس مشابهة للنص الياباني. في تسلسل القطع المتقاطع ، نرى لقطة مقربة شديدة لضفدع ، ثم جندب ، ثم يعسوب سيئ الحظ تم اصطياده في شبكة عنكبوت. يتم تشغيل الموسيقى المتوترة عندما يصل العنكبوت بوصات عبر الويب نحو فريسته.الإمبراطورية تضرب، عندما يُلقى لوقا في الزنزانة مع ذلك المخلوق الفظيع ، باستثناء النهاية السعيدة. يلقي بيافولي بعض اللقطات الكلاسيكية التي تخدع الحشرات والتي تنذر بزوجين يخدعان في أحد الحقول ؛ تظل الكاميرا قريبة جدًا بحيث لا يتم رؤية سوى شفاههم وأياديهم وأجزاء من جلدهم ، وسيكافأ انتباهك الوثيق بلحظة إدخال. يُنظر إلى الضوضاء العالية لآلات المزارع من خلال منظور أرنب يحاول الهروب من شفراته ، تليها الصور الظلية المظلمة للعديد من العمال الذين يتحركون في انسجام تام وهم يديرون تروس أحد السدود. يتم عرض عائلة من بعيد ، والكاميرا لا تزال في لقطة طويلة بينما يأكلون ، وأصواتهم لا تختلف كثيرًا عن همهمة الآلات وتدفق المياه. بيافولي قادر على تصوير البشر على أنهم مجرد ذرة مقارنة باتساع الأرض. (ترشح للأسد الذهبي وجائزة لجنة التحكيم من مهرجان كان.

### Nostos: The Return 1989
مشاهدة فيلم نوستس : العودة ، الذي تدور أحداثه في البحار وجزر اليونان القديمة ، وجدت نفسي أتأرجح بين السخرية من الممثل الرئيسي لالتقاط فكّي من الأرض كرد فعل على اللقطات المجردة الجميلة للمياه في ضوء القمر. يعود نوستوس من المعركة على سفينته الصغيرة برفقة العديد من الجنود الآخرين الذين اختفوا جميعًا في غرق سفينة. نوستوس (الترجمة اليونانية: العودة للوطن) ترقى إلى مستوى اسمه أثناء بحثه عن الإغلاق. كيف لنا أن نعرف هذا؟ من خلال التسلسل المستمر وربما الواضح للغاية لطفل يطارد دائرة معدنية طوال الفيلم. الحوار نادر ، رغم أنه ليس نادرًا كما في الكوكب الأزرق ، ومع ذلك لا توجد ترجمات. بعد فترة وجدت أنه من المستحيل ألا أخترع حواري المضحك من أجل نوستس .
بعد خروج الطاقم من إحدى الجزر (بعد مهرجان حب مع السحرة المحليين وسط ضباب أرجواني غريب) ، تم القضاء على قاربهم بفعل عاصفة وغسل نوستوس في جزيرة أخرى بأعجوبة وهو لا يزال يرتدي ملابسه الداخلية المصنوعة من الخيش. يحافظ باستمرار على تعبير غريب ، أطلق عليه فيما بعد اسم الحديد الأزرق في اليونان القديمة ؛ شفتاه مجعدتان قليلاً وعيناه تحاول يائسة أن تنبثق شيئًا ما ، لكنها تفشل. يتجول حول مداعبة الأشجار والصخور والتحديق في الطاووس كما لو كان على وشك القيام برحلة سيئة ، لكنه ليس متأكدًا بعد. في هذه المرحلة ، أدركت أن نوستس ، على الرغم من تسلسلها المذهل في بعض الأحيان ، كان من الممكن أن يكون مرشحًا ممتازًا لـ مسرح العلوم الغامضة 3000 . خاصة بعد أن اكتشف نوستوس ، وهو ما يسعده ، امرأة عارية تسبح في مياه صافية ، بشرتها الخزفية متوهجة في ضوء الشمس. بعد ذلك بوقت قصير ، كان ينزل عليها في حقل ، تليها لقطة لنحلة تمتص الرحيق من زهرة ، وتنتقل إلى طلقات متصاعدة من الطيور ترفرف بجناحيها ، وبالطبع لقطة لشلال متدفق متدفق . كما لو أن هذا لم يكن كافيًا ، بينما يستلقي الزوجان بعد الجماع في الحقل ، هناك لقطة لتراجع ريش الطاووس. ثم بدأ الاثنان في التسكع في ملابس الخيش المطابقة ، (كان قصيرًا جدًا لدرجة أنني ظللت أتوقع عرض كيس الصفن اليوناني الصوفي الكامل) وشربا جنبًا إلى جنب من جدول. دون سابق إنذار ، يخرج Nostos من هناك على طوف مؤقت يجمعه على عجل دون أن يودع صديقته. لماذا الاندفاع؟ هل طلبت منه مقابلة والديها؟ من الواضح أن جنديًا مثله ماهر في صناعة بناء الطوافة ، الأمر الذي يدعم شكوكي في استخدامه لمسببات الهلوسة. في منتصف الليل ، بينما ينام نوستوس بحماقة ، تنهار طوافته في وسط المحيط وتسمع أصوات الخيول متداخلة مع أصوات هتافات غريبة وطيور النورس. تساءلت ، هل كانت تلك كلها أنواع الرهاب من نوستوس بيافولي؟ على الرغم من أنه مليء بالفكاهة غير المقصودة ، إلا أنه يحتوي أيضًا على بعض من أكثر التسلسلات المرئية المذهلة والسائلة والتجريدية التي رأيتها على الإطلاق. تنهار طوافته في وسط المحيط وتسمع أصوات الخيول متداخلة مع أصوات ترانيم غريبة وطيور النورس. تساءلت ، هل كانت تلك كلها أنواع الرهاب من نوستوس بيافولي؟ على الرغم من أنه مليء بالفكاهة غير المقصودة ، إلا أنه يحتوي أيضًا على بعض من أكثر التسلسلات المرئية المذهلة والسائلة والتجريدية التي رأيتها على الإطلاق. تنهار طوافته في وسط المحيط وتسمع أصوات الخيول متداخلة مع أصوات ترانيم غريبة وطيور النورس. تساءلت ، هل كانت تلك كلها أنواع الرهاب من نوستوس بيافولي؟ على الرغم من أنه مليء بالفكاهة غير المقصودة ، إلا أنه يحتوي أيضًا على بعض من أكثر التسلسلات المرئية المذهلة والسائلة والتجريدية التي رأيتها على الإطلاق.

### Voices Through Time 1996
تدور أحداث " أصوات عبر الزمن" في قرية صغيرة في إيطاليا ، وهي رحلة عبر أربع مراحل من حياة الإنسان ، تبدأ بطفل هديل وتنتهي مع كبار السن. كان الإحراج اللطيف لكونك مراهقًا قرنيًا معروضًا بشكل مثالي وشاعري ، وكمكافأة ، كان معظم الرجال يمارسون نوعًا من البوري أو ذيل الفئران. ربما كان المشهد الذي لا يُنسى يظهر خمس فتيات يجلسن فوق هيكل خرساني في وسط الفناء ، والعديد من الأولاد يحلقون بهن على دراجاتهم مثل أسماك القرش حول الفريسة. على الرغم من سيطرة الناس على جزء كبير من الشاشة ، لم يكن لديك انطباع بأنهم ممثلون. أصوات عبر الزمنلا يتعلق بأي شخص - إنه يتعلق بالجميع ، حول البشر ، وشبههم. كما في كل هذه الأفلام ، يشكل الناس معًا كائنًا حيًا. إنها مكونات لشيء أكبر.

### At the First Breath of Wind 2002
التركيز على ستة من أفراد الأسرة ، في أول نفحة من الريحيجلب المشاهد بنجاح إلى كل عالم من عوالمهم ، عوالم مختلفة لدرجة يصعب تصديق أنها مرتبطة ببعضها. بعض المشاهد تسحب أو تصبح زائدة عن الحاجة ، مثل البيانو المنفرد للابنة لمدة 15 دقيقة مصحوبًا بلقطات من الماء المحتوم ، وصوت والدتها المزعج ، ولكن في معظم الأحيان تواصل بيافولي تجربة الضوء والوسائط وزوايا الكاميرا مما يؤدي خيال حي فريد بصريًا ، معظمه خالي من الحوار ولكنه آسر. الجدير بالذكر أن قناة الأب تتصفح بين سباق السيارات وعرض الملابس الداخلية ، الكاميرا مثبتة في غاية التقريب على الشاشة ، عيناه تتغير عند الصور المختلفة وهو يغفو ويحلم. يتحول حلمه ببطء إلى كابوس واقعي (كما يحدث في تسلسل الأحلام) يبدأ في مكتبة مضاء باللون الأزرق بالكامل ،
بعد الانغماس في بيافولي سألت نفسي أيهما أفضل ، الاتساق أم التطرف؟ إنها لغز الفنان الأبدي ، لكن في حالة بيافولي ، فإن التطرف يعمل. ما لا ينجح أبدًا لا يعمل أبدًا ، لأنه لا يوجد حوار ولا صراع. هو مجرد ، الناس فقط. أفترض أن ما لم يعجبني أعجبني بالفعل. حتى نوستوس نما لي ، بغض النظر عما إذا كانت رغبتي في رؤية المزيد منه مرتبطة بالفكاهة غير المقصودة. خلاصة القول ، أنا لم أر الطبيعة مصورة بهذه الطريقة من قبل.

## وصلات خارجية
فرانكو بيافولي على imdb